# Tugéras-Saint-Maurice
Tugéras-Saint-Maurice è un comune francese di 365 abitanti situato nel dipartimento della Charente Marittima nella regione della Nuova Aquitania.

## Società

### Evoluzione demografica
Abitanti censiti